# 仏滅紀元
仏滅紀元（ぶつめつきげん、英：Buddhist calendar）とは、釈迦が入滅したとされる年、またはその翌年を元年とする紀年法である。
仏暦（ぶつれき）ともいう。東南アジアの仏教徒の多い国などで用いられている。

## 概説
ミャンマーやスリランカでは、釈迦が入滅したその年の紀元前544年を仏滅紀元元年（＝1年）とする。一方で、タイ王国、カンボジア、ラオスでは、釈迦が入滅した翌年の紀元前543年を仏滅紀元元年としているため、双方の紀元には1年の違いが生じている。それぞれ、キリスト紀元（西暦）に544、あるいは543を加えた値が仏滅紀元となる。
英語ではBuddha Era、Buddhist Era といい、仏滅紀元2548年を英語で表記するときは BE 2548 のように頭文字を用いて表記する。なお、釈迦の入滅の年は、宗教的な伝来にもとづくもので、学術的に言われている年と食い違っている。

## 使用
使用の始まりは、タイ王国でラーマ6世によって1912年にラッタナコーシン暦が廃止され、代わりに仏滅紀元が導入された事である。導入の背景には西暦を導入するよりは、仏滅紀元を導入した方が仏教の研究上都合がよかったからだと言われている。タイに導入された当初は太陰暦であったが、仏滅紀元2483年（1940年）にその年が9月でうち切られ、グレゴリオ暦（太陽暦）との誤差が修正されたため、現在は西暦との間で日にちのズレがない。
上記にもかかわらず、現在のタイでは西暦とのずれが修正される前の仏滅紀元が一般的に使用されている（一例：各種行政文書）。
この紀年法は、当時タイの領土であったラオス、カンボジアにも伝播した。しかし、スリランカやミャンマーで使用される仏滅紀元とは、上述の通り1年の差異がある。仏滅紀元はタイ語ではプッタ・サッカラート พุทธศักราช といい、年代を表記するときは頭文字を取ってポー・ソー พ.ศ. と書き、2024年の場合は「พ.ศ. 2567」と表記する。修正表は以下の通り。
- ラッタナコーシン暦 ร.ศ. … 仏暦 - 2324
- ビルマ暦 จ.ศ. … 仏暦 - 1181
- 西暦 ค.ศ. … 仏暦 - 543 （タイ、カンボジア、ラオス）